# ブルクドルフ (ハノーファー広域連合)
ブルクドルフ (ドイツ語: Burgdorf,  発音、低地ドイツ語: Bortörp) は、ドイツ連邦共和国ニーダーザクセン州ハノーファー広域連合に属す、人口約3万人の中規模都市である。本市は1974年までブルクドルフ郡に属していた。ブルクドルフはアスパラガス栽培で知られており、1750年に最初の記録が遺る長い伝統を有している。この街は伝統的なハノーファー馬の飼育地域に位置しており、馬市の開催地である。ブルクドルフには、自治体が所有するドイツ最大のスズ人形コレクションがある。

## 地理

### 位置
ブルクドルフは、ハノーファー、ツェレ、パイネの中間に位置しており、これら3市からそれぞれ約 25 km の位置にある。本市はユッツェ、レールテ、イーゼルンハーゲン、ブルクヴェーデル（以上、ハノーファー広域連合）およびツェレ郡と境を接している。ブルクドルフの市域をブルクドルファー・アウエ川が流れており、このため「アウエシュタット」とも呼ばれる。特徴的な自然環境は、ブルクドルフ＝パイナー・ゲーストと呼ばれる栄養分の乏しい砂地の土壌で、大部分が平らだが所々に低い丘があり、マツ、カバノキ、ヨーロッパナラノキの森がある。市域の西部はアルトヴァルムビューヘナー・モーアとオルトホルスター・モーア（泥湿地）で、東部はブルクドルファー・ホルツ（森）に囲まれている。

### 市の構成
ブルクドルフは以下の市区からなる。
| - バインホルン - ブルクドルフ（中核地区） - ダハトミッセン - ヘーセル（アールベックを含む） - ヒュルプティングゼン - オッツェ - ラムリンゲン＝エーラースハウゼン - シラースラーゲ - ゾルゲンゼン - ヴェーファーリングゼン |

地元の呼び名には非公式な市域の区分が存在する。鉄道の西側を「ヴェストシュタット」（直訳: 西街）、ガルテン通りの北側を「ノルトシュタット」（直訳: 北街）、アウエ川およびギュンメ運河の南側を「ジュートシュタット」（直訳: 南街）と呼ぶ。これら3つの地区の間の地域は「イネンシュタット」（内市街）または「アルトシュタット」（旧市街）と呼ばれる。

## 歴史

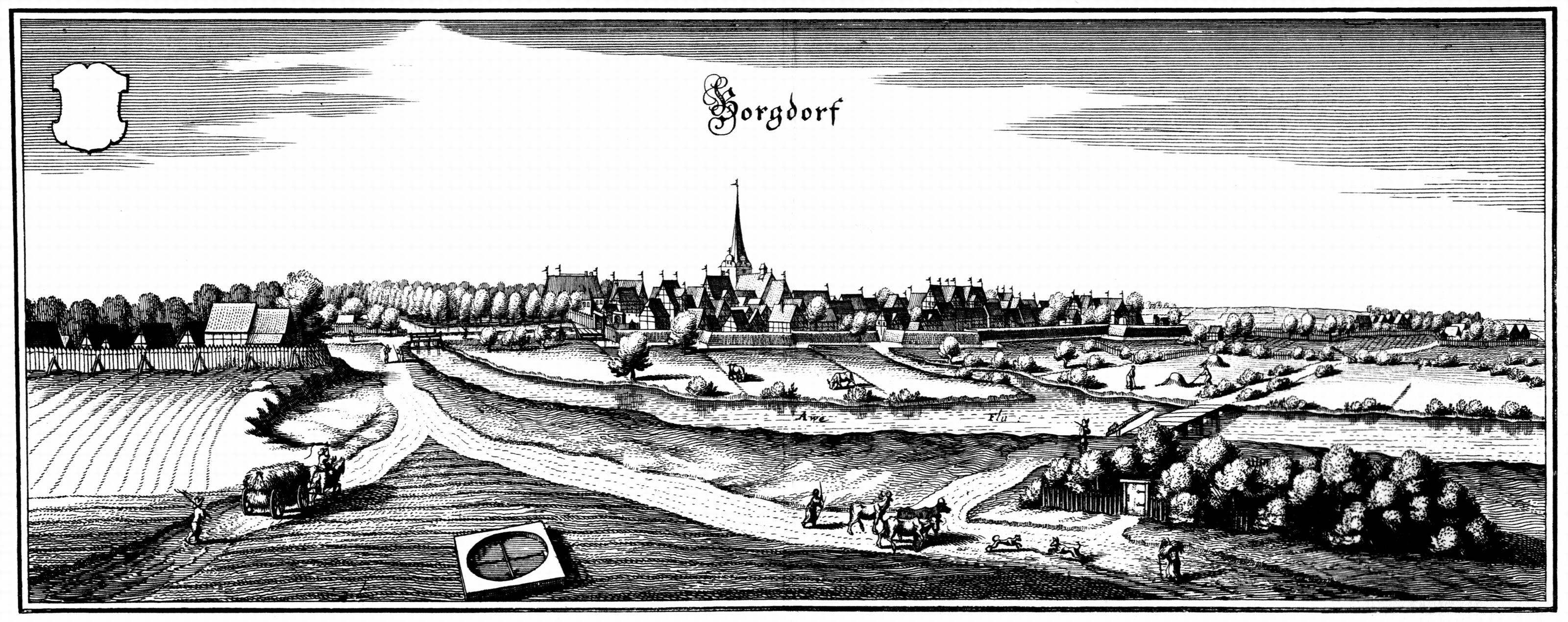
1654年頃のマテウス・メーリアンの銅版画に描かれたブルクドルフ

ブルクドルフは、1277年に初めて文献に記録されている。この集落はヒルデスハイム司教区に属した。中世にはこの集落は一連の小さな集落に囲まれていた。エーゼリンゲン、ガルフェセ、ヘーテリンゲン、エンジンゲンなどがその小集落で、その後寂れていった。小規模なヒルデスハイマー・シュティフツフェーデ（1420年 - 1422年）の後、1433年からブラウンシュヴァイク＝リューネブルク公領に属した。1433年にオットー・フォン・デア・ハイデ公がブルクドルフ城を新たに建設し、土塁と二重の堀を巡らせた。当時ブルクドルフは、単なる村落であった。
三十年戦争では、護りを固めていたダハトミッセン近郊の峠で戦闘が行われた。軍税や賦役に抵抗してブルクドルフの農民は1637年に小規模な反乱を起こした。1658年と1809年に大火があり、その都度破壊と再建が繰り返された。

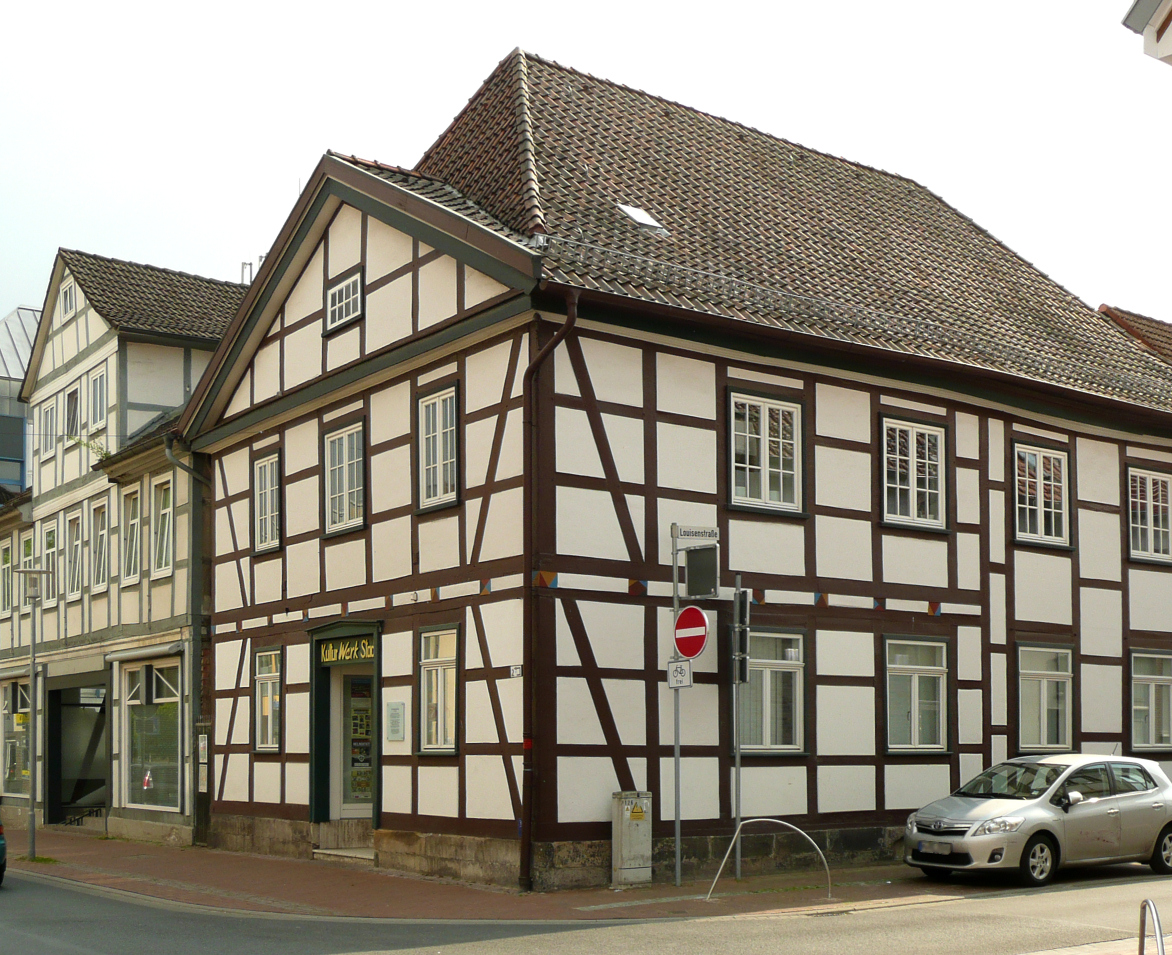
ブルクドルフの旧シナゴーグ

1811年にブルクドルフのユダヤ人コミュニティは、シナゴーグとして一軒の木組み建築を建設した。このコミュニティは、1939年にこの建物を売却することを余儀なくされた。この建物は1941年からヒトラー・ユーゲントの事務所となり、その後図書館となった。2008年からは「KulturWerkStadt」という名の下で文化的な催事場として利用されている。
1935年、旧市街の東側にカトリックの聖ニコライ教会が建設された。この教会は1972年に大きく拡張され、近代化された。
第二次世界大戦中には、大勢のナチスの強制労働者がブルクドルフやその周辺の農場での労働を強いられた。1944年に反乱が起こり、ブルクドルフと周辺地域の31人のポーランド人およびソビエト人強制労働者がノイエンガンメ強制収容所で1944年8月9日に処刑された。戦争終結後、イギリス軍政府はブルクドルフの北東の外れにオハイオ・バラックキャンプを建設した。1945年末、ここにはかつての戦争捕虜、強制労働者、家を失った外国人が約1000人住んでいた。ブルクドルフ市史作業グループは2017年に書籍「Im Schatten des Vergessens」（直訳: 忘却の陰で）を刊行した。この本は、そうした人々の運命を通して歴史を著したもので、ブルクドルフの学校では教師が国家社会主義の時代を説明する教材としても使われている。
1974年まで存続していたブルクドルフ郡は、大半の住民の意に反して、ノイシュタット・アム・リューベンベルゲ郡 (NRÜ)、シュプリンゲ・アム・ダイスター郡 (SPR)、 旧ハノーファー郡の一部と合併して新たにハノーファー郡を形成することとなった。これによりブルクドルフは郡庁所在地の地位を失い、リューネブルク行政管区ではなく、ハノーファー行政管区（2004年12月31日廃止）に属した。
ハノーファー郡は2001年11月1日にハノーファー市と統合されてハノーファー広域連合となり、ブルクドルフはこれに属した。ブルクドルフには区裁判所と税務署が置かれた。

### 市町村合併
1974年4月1日に発効したニーダーザクセンの地域再編によって、それまで独立した自治体であったバインホルン、ダハトミッセン、ヘーセル、ヒュルプティングゼン、オッツェ、ラムリンゲン＝エーラースハウゼン、シラースラーゲ、ゾルゲンゼン、ヴェーファーリングゼンがブルクドルフ市に合併した。これによりこれらの旧町村はブルクドルフ市のオルツシャフト（地区）となった。

## 住民

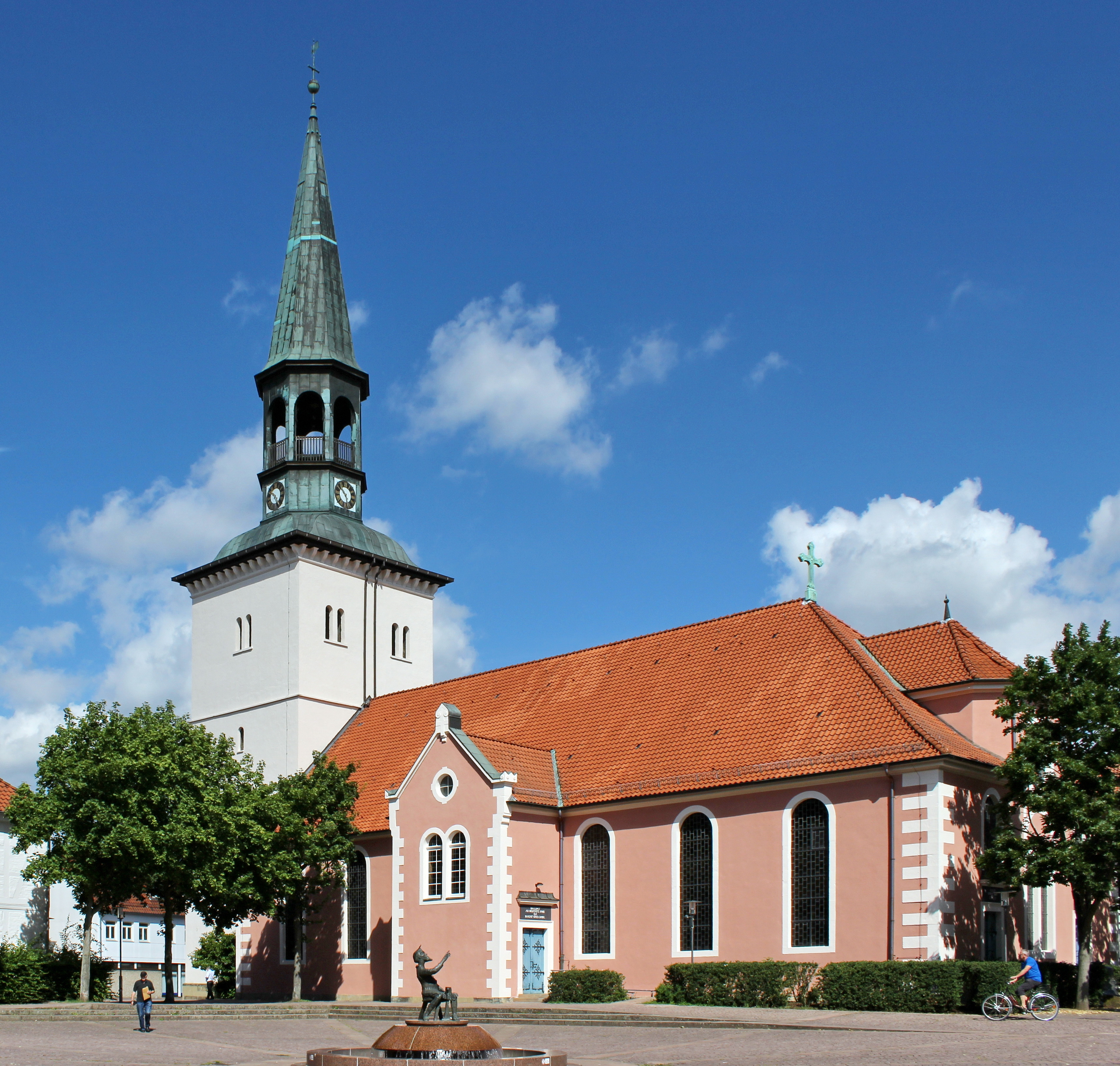
聖パンクラティウス教会

### 宗教
福音主義＝ルター派のブルクドルフ教会クライスには、ブルクドルフの聖パンクラティウス教会、聖パウルス教会、マルティン・ルター教会が属している。これらは同名の教会堂を有している。ブルクドルフの主教会堂である1813年建造の聖パンクラティウス教会は、市の中心部マルクト通り沿いにある。ジュートシュタットにはベルリナー・リング沿いに近代的な聖パウルス教会がある。マルティン・ルター教会はエーラースハウゼンにある。福音主義教会には、一連のその他の施設、たとえば保育所「フレーベルヴェーク」や「プステブルーメ」（ヴェストシュタット）およびパウルス託児所、パンクラティウス教会墓地などもブルクドルフにある。
カトリックの聖ニコラウス教区はハノーファー首席司祭区に属す。この教会のイム・ランゲン・ミューレンフェルト通り沿いにある同名の教会堂は1935年に建設され、1972年に拡張された。2006年からはヘニグゼンに聖バルバラ教会、ユッツェに聖マティアス教会もあるが、聖バルバラ教会は2012年に世俗化され、取り壊された。
ランデスキルヒリヘ教団ブルクドルフは、1919年に創設された。この教団はハインリヒ通り沿いに教団ハウスを有している。
シュッツェンヴェークに本部を置く福音主義自由教会のイエズスゲマインデ・ブルクドルフはゲマインデ・ハノーファー＝ヴァルダーザーシュトラーセ（バプテスト）に属している。ガルテン通り沿いに本部を置くクリイステンゲマインデ・エリムは、自由教会プフィングストゲマインデン連合に属している。
新使徒教会ブルクドルフは、ハノーファー北教会管区に属している。この教会は、1906年に創設され、ヴァルガルテン通りに教会を有している。
エホバの証人は、ブルクドルフに集会所を有している。
ブルクドルフに合併した市区にはこれ以外にも教会がある。

## 行政

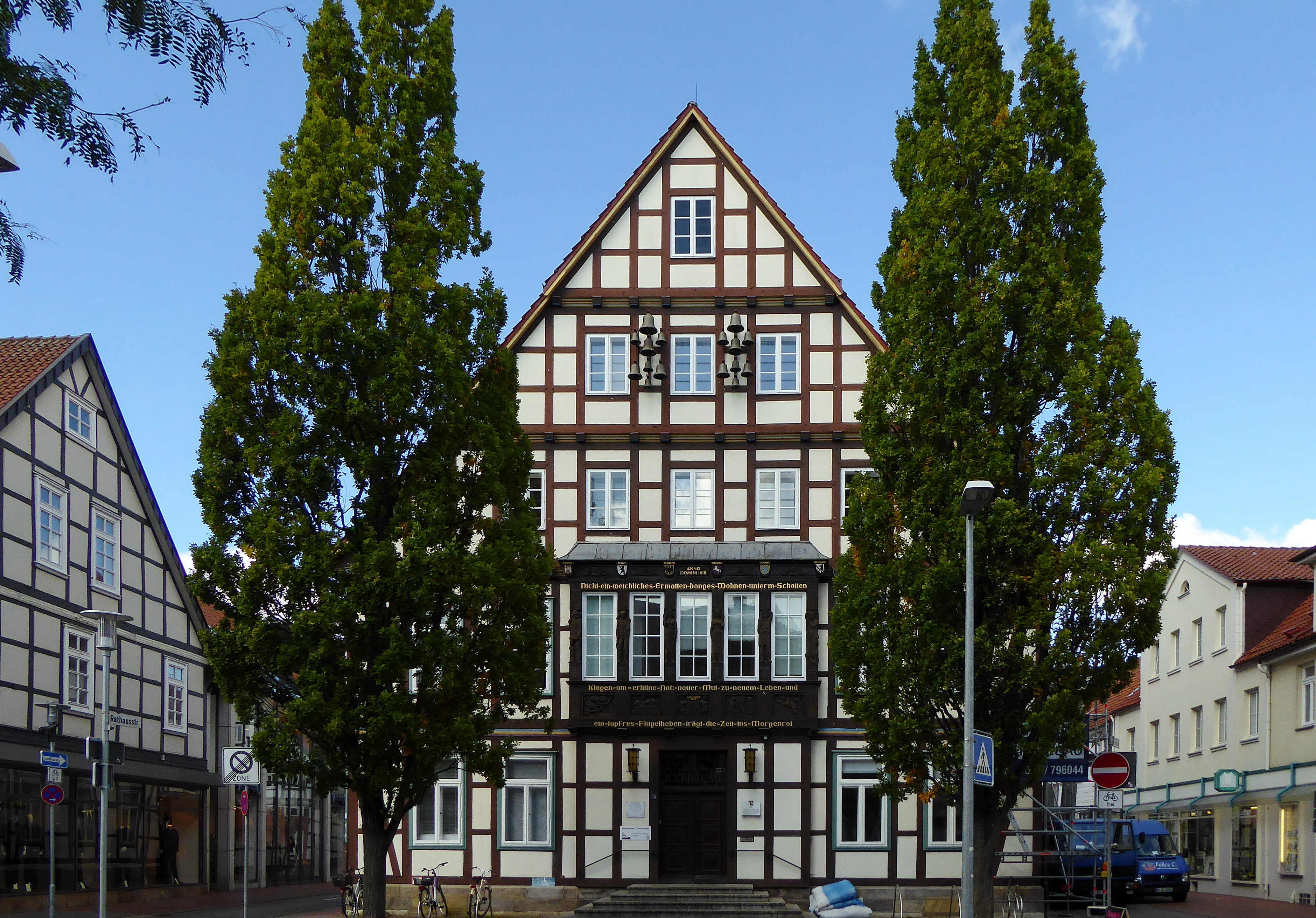
ブルクドルフ市庁舎

### 議会
ブルクドルフの市議会は、34議席からなり、これに市長が加わる。

### 首長
ブルクドルフの市長はアルミン・ポルレーン (CDU) である。
2019年11月1日に引退した元市長アルフレート・バックスマン (SPD) の後任には、2019年6月16日に行われたアルミン・ポルレーンとマティアス・パウルの間での決選投票で勝利したポルレーンが就任した。

### 地区議会
ブルクドルフ市には、3つの地区議会があり、合わせて17人の地区議会議員がいる。

### 紋章
ブルクドルフの市の紋章は、ハノーファー出身の紋章画家カール・ヴェンツェルによってデザインされた。ヴェンツェルは、ハノーファー郡のいくつかの地区、たとえばアールテン、ビルム、ドルゲンの紋章をデザインした。
- 紋章の認可は、1940年9月5日にハノーファー州のオーバープレジデント（首相）によってなされた[17]。
- 1974年3月1日に法律に基づいて新設されたブルクドルフ市はそれ以前のブルクドルフ市の紋章を引き継ぐこととし、1974年5月8日にハノーファーの行政管区長官の認可を得た[17]。

図柄: 銀地。緑の基部から並んで生える茶色い幹と枝に緑の葉をつけた2本の広葉樹（オーク）。その前に正面を睨む金の獅子が休んでいる。
紋章の由来: この市の紋章の由来は定かではない。なぜ、誰によって伝承されたのかが判っていないので、紋章のデザインの根拠を示すことはできない。紋章は何世紀もの間に大きな変化があった。現在判っている最も古い16世紀のデザインでは、紋章動物としてヒョウが描かれている。その後、紋章には広葉樹ではなく2本のモミの木が描かれた。1940年以後、広葉樹（オーク）が紋章に再び描かれている。

### 色、旗
市の色、すなわち市の旗: 「市の色は『緑』と『黄色』である。」

### 印章
印章デザインは以下である。「公用印は、紋章とそれを囲む『Stadt Burgdorf』の文言。」
ブルクドルフ市の紋章、色、印章については、基本条例 §2 の第1, 2, 3項で規定されている。

### 姉妹都市
ブルクドルフは、以下の都市と姉妹都市関係にある。
- ブルクドルフ（ドイツ語版、英語版）（スイス、ベルン州）1968年
- カルベ (ザーレ)（ドイツ語版、英語版）（ドイツ、ザクセン＝アンハルト州）1990年11月17日

1971年から結んでいたオランダの都市レーデンとの姉妹都市関係は、2015年と2016年の両市の財政上の理由から停止された。

#### 姉妹地区関係
ラムリンゲン＝エーラースハウゼンとザクセン＝アンハルト州ベルデラントのクラインミューリンゲン地区との間、およびオッツェとベルデラントのグロースミューリンゲン地区との間で1990年から姉妹地区関係が結ばれている。

## 文化と見どころ

### 建築

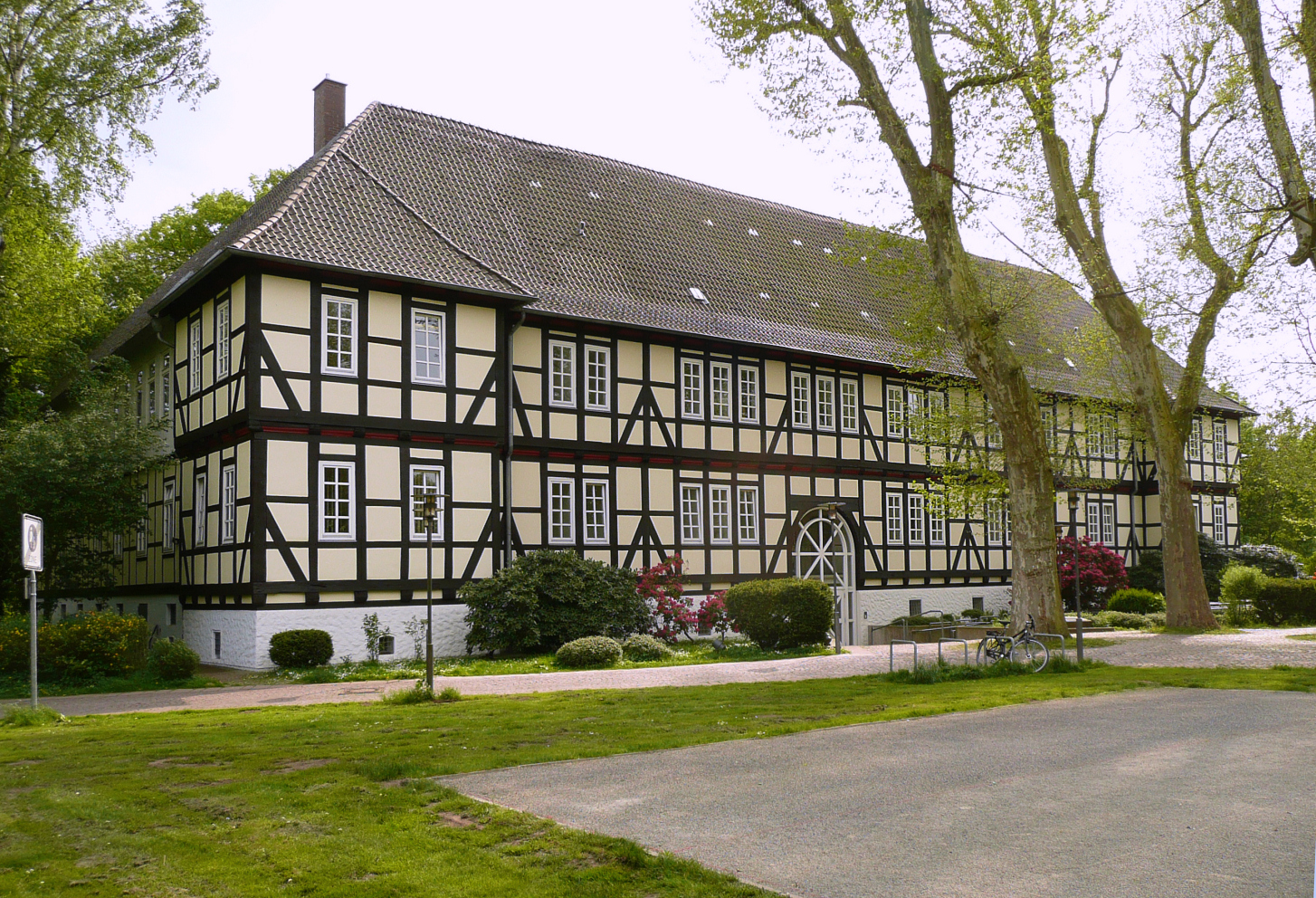
ブルクドルフ城

- ブルクドルフの市区は、一部は20世紀の終わり頃に丁寧に原型に忠実に再現された重要な歴史的木組み建築を特徴としている。たとえば、1643年建造のブルクドルフ城は、13世紀に記録されている castrum があった場所に建っている。
- 元々古典主義建築であった注目すべき市庁舎は1805年に建設され、1950年に切妻屋根が、1996年にカリヨンが取り付けられた。市立博物館の建物は1658年に建設された。
- 「アム・ブランデンデ」の何棟かの建物などは、1809年の大火を免れた。
- これに対して聖パンクラティウス教会は基礎から新たに造り直さなければならず、1814年に古典主義様式で完成した。
- 1868年建造の礼拝堂があるマグダレーネン墓地には、神学者で詩人のフィリップ・シュピッタ（ドイツ語版、英語版）の墓がある。
- へーセル地区の南の景観保護区内に、ヘーセル城を囲んでいた土塁の遺構がある。
- 木造の鐘楼を持つオッツェの礼拝堂は、1350年に建設された。
- ラムリンゲン地区には、1698年建造の小さな木組み建築の礼拝堂がある。これは三十年戦争で先代の礼拝堂が破壊された後に、古い建物に替えて建てられたものである。
- シラースラーゲの最も古い建物は1767年に建設された。この建物は、1784年以降はかつてシュプレンゲルシェ・ポストホーフと呼ばれていた場所（旧税関）に建っている。
- ゾルゲンゼンのボック風車（ドイツ語版、英語版）は17世紀に建設された。この風車は現在ブルクドルフ市の所有で、修復されて建造文化財に指定されている。

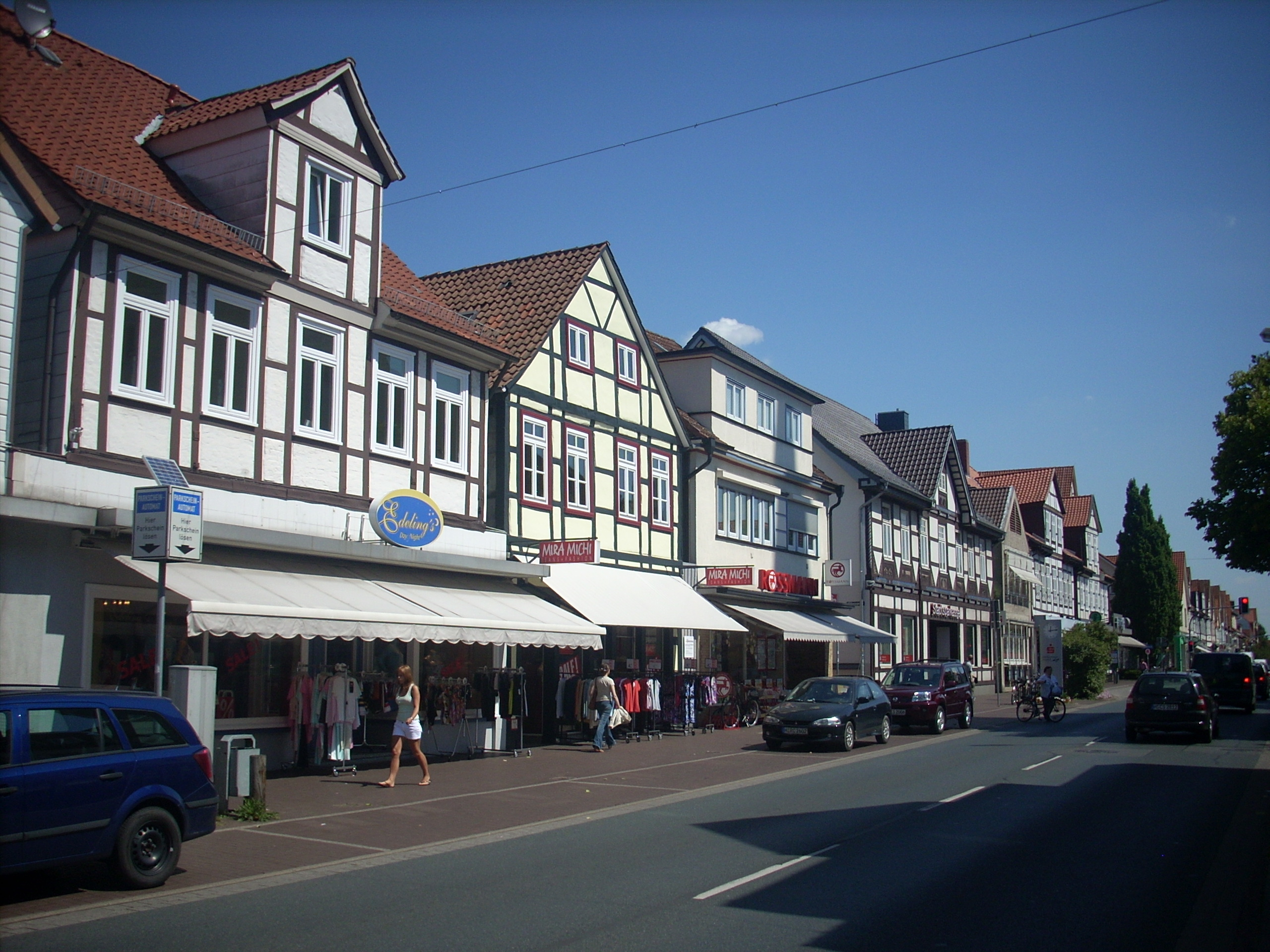
マルクト通りの街並み
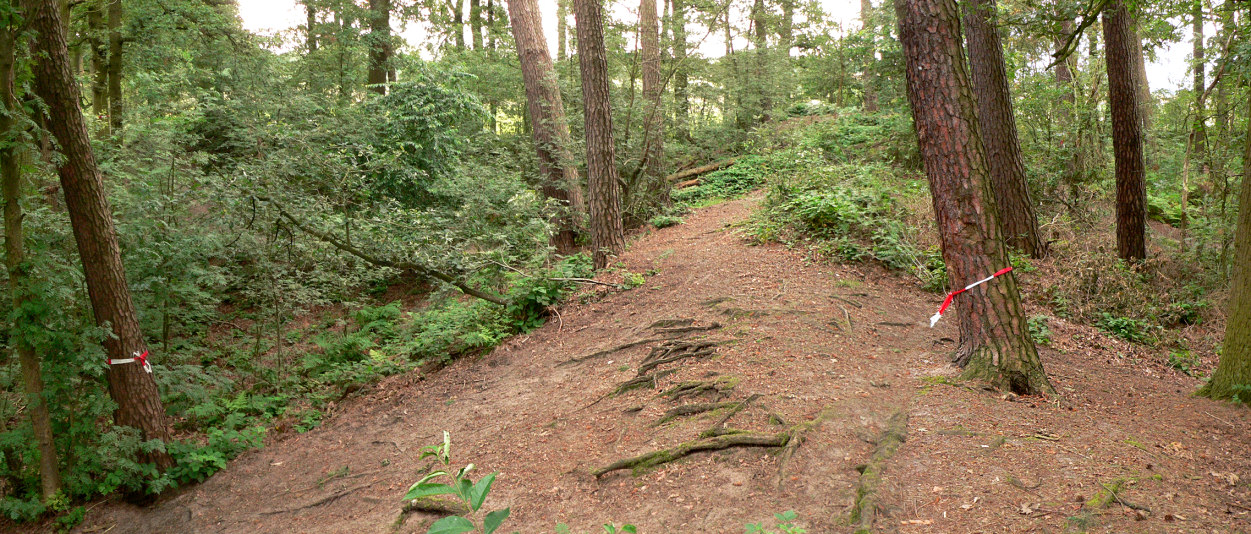
ヘーセル城趾の土塁跡
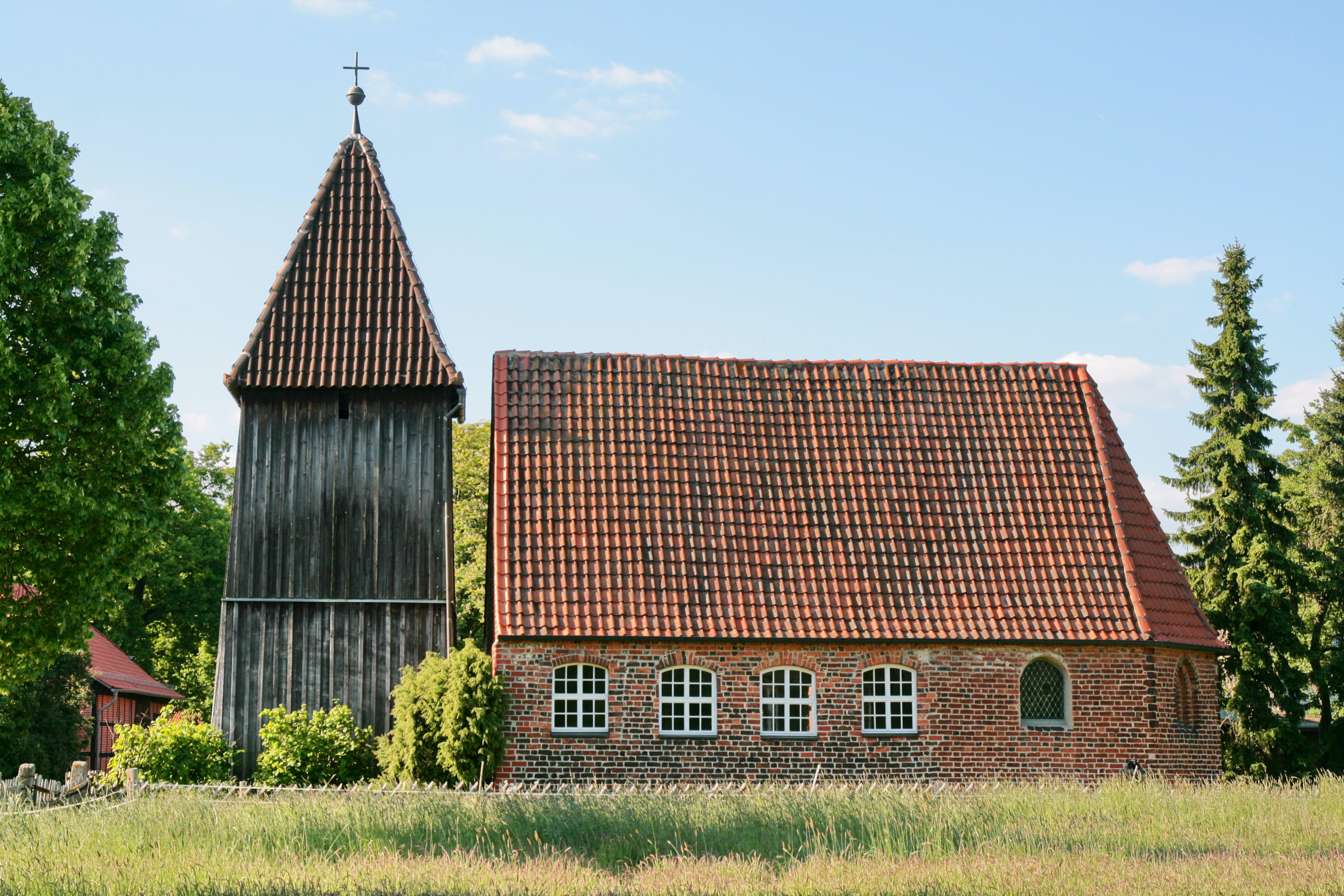
オッツェの礼拝堂
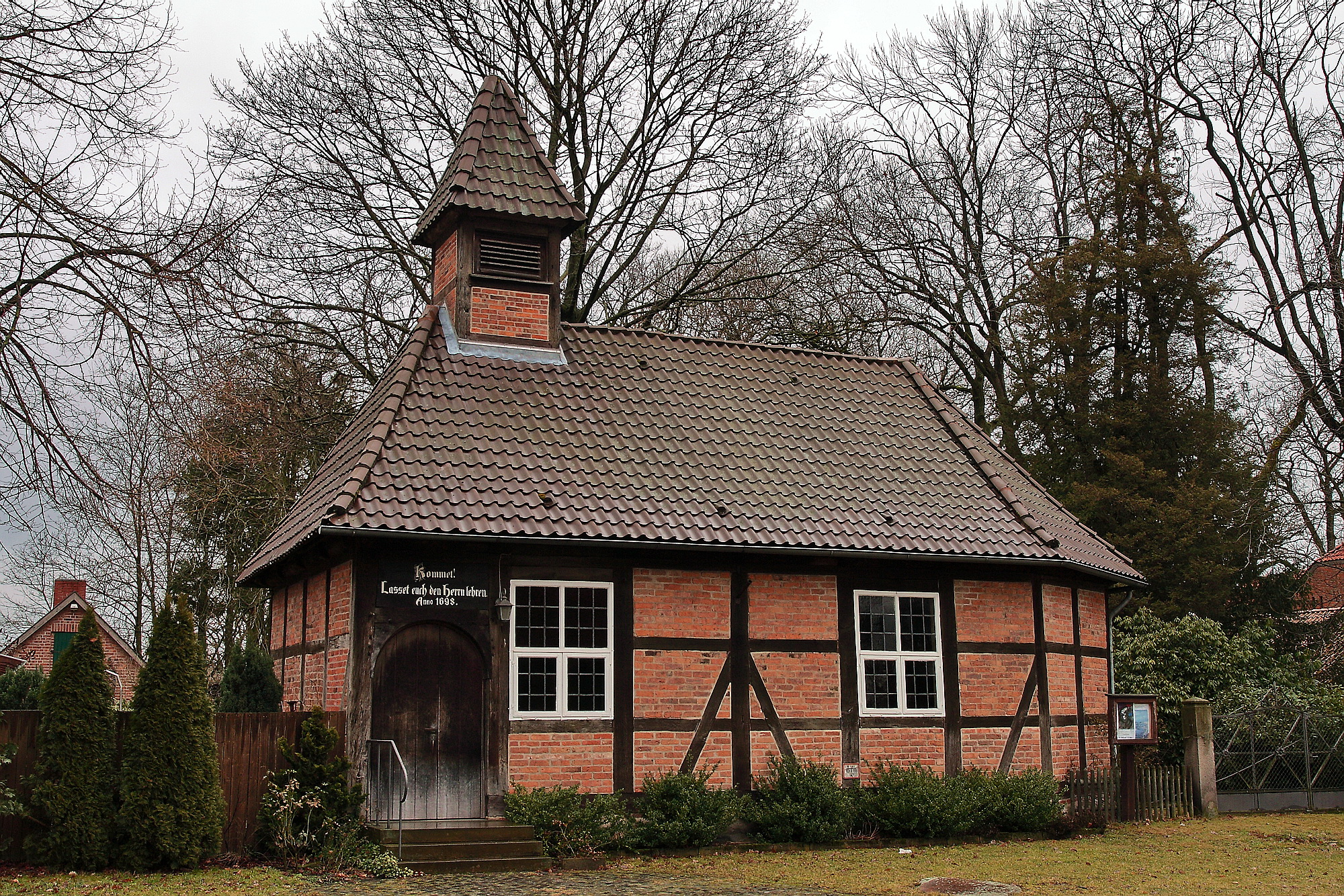
ラムリンゲンの礼拝堂
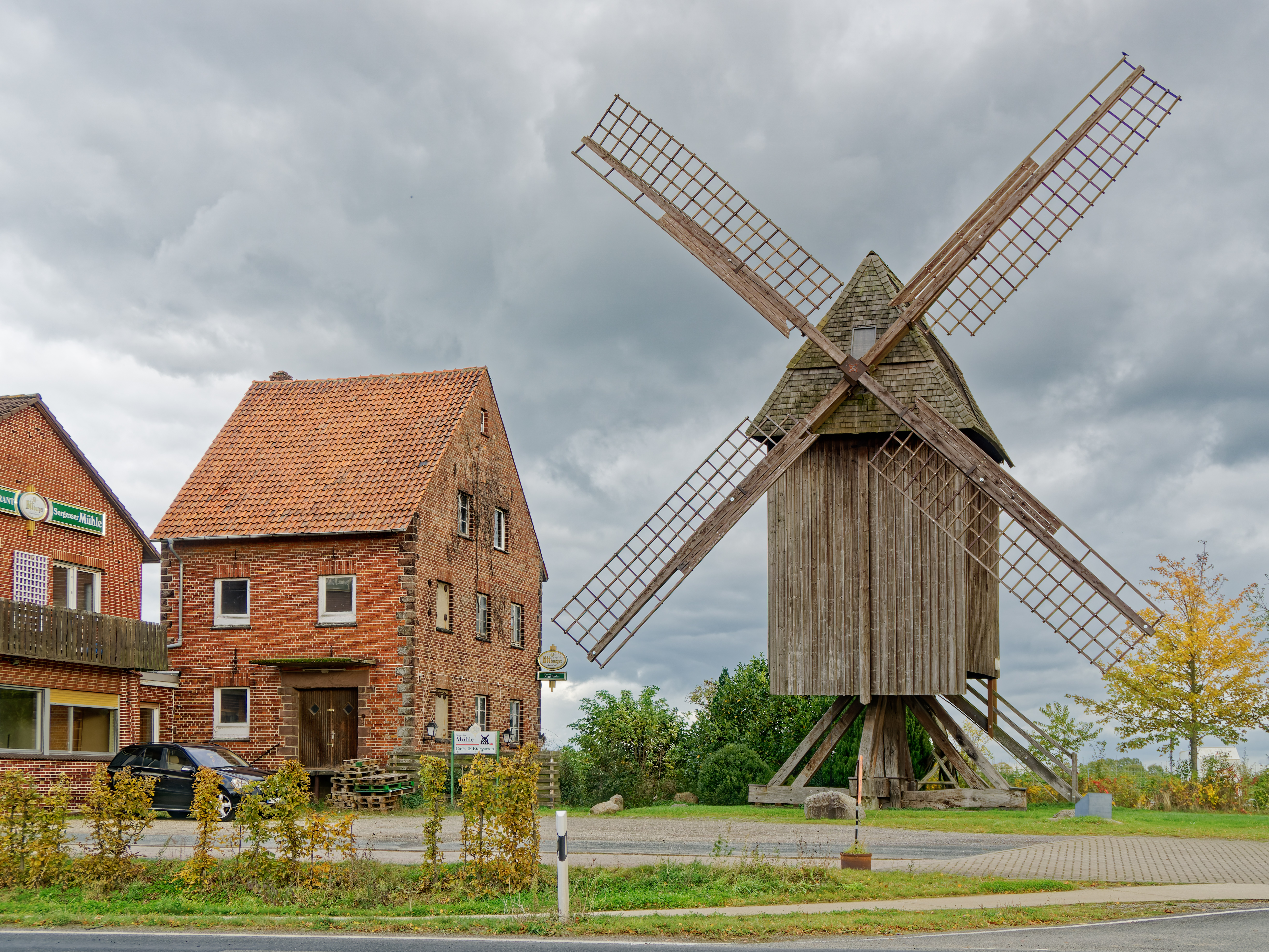
ゾルゲンゼンのボック風車

### 言語
ブルクドルフは歴史上、オストファーレン語地域に属す。しかしここではほぼ完全に、標準ドイツ語が低地ドイツ語に取って替わっている。現在ではブルクドルフ周辺の話し言葉は、ハノーファー周辺の全域とともに、標準的な話し言葉に近いという評判を得ている。ただし、低地ドイツ語の名残で一部説明可能な地域的特徴がいくつか残っている。

### 音楽
メディアにおける成功を基準にして言えば、おそらく最も有名なブルクドルフのバンドは、ハイ・ライフ・スキッフル・バンド（後のハイ・ライフ・ミュージック・グループ）である。このバンドは1974年に結成され、「Hey hey Marlene」や「Ich fahr mit der Lambretta」で成功を収めた。ポップ歌手のルーカス・リーガーは、ブルクドルフのギムナジウムで学んだ。

### スポーツ
本市は、2009年からハンドボール・ブンデスリーガでプレイしているハンドボールクラブ TSV ハノーファー＝ブルクドルフのホームタウンである。サッカークラブの SV ラムリンゲン/エーラースハウゼンは2006年にニーダーザクセン選手権で優勝し、2022/23年シーズンは5番目のリーグであるオーバーリーガ・ニーダーザクセンでプレイしている。その2つ下のリーグであるベツィルクリーガには、へーセル地区のへーセラー SV と TSV ブルクドルフのサッカーチームが参加している。
エーラースハウゼン地区には18ホールのゴルフ場があり、オッツェ地区にはスウィンゴルフ場がある。エーラースハウゼンにはグライダー飛行場グローセス・モーアがあり、ここを拠点とするグライダークラブの LSV ブルクドルフは2011年シーズンからブンデスリーガ1部に参加している。このグライダークラブはニーダーザクセンで最も成功したコース飛行のクラブである。

## 経済と社会資本

### 経済
中核市区の東に位置するヒュルプティングゼンには、ブルクドルフの重要な産業地区がある。

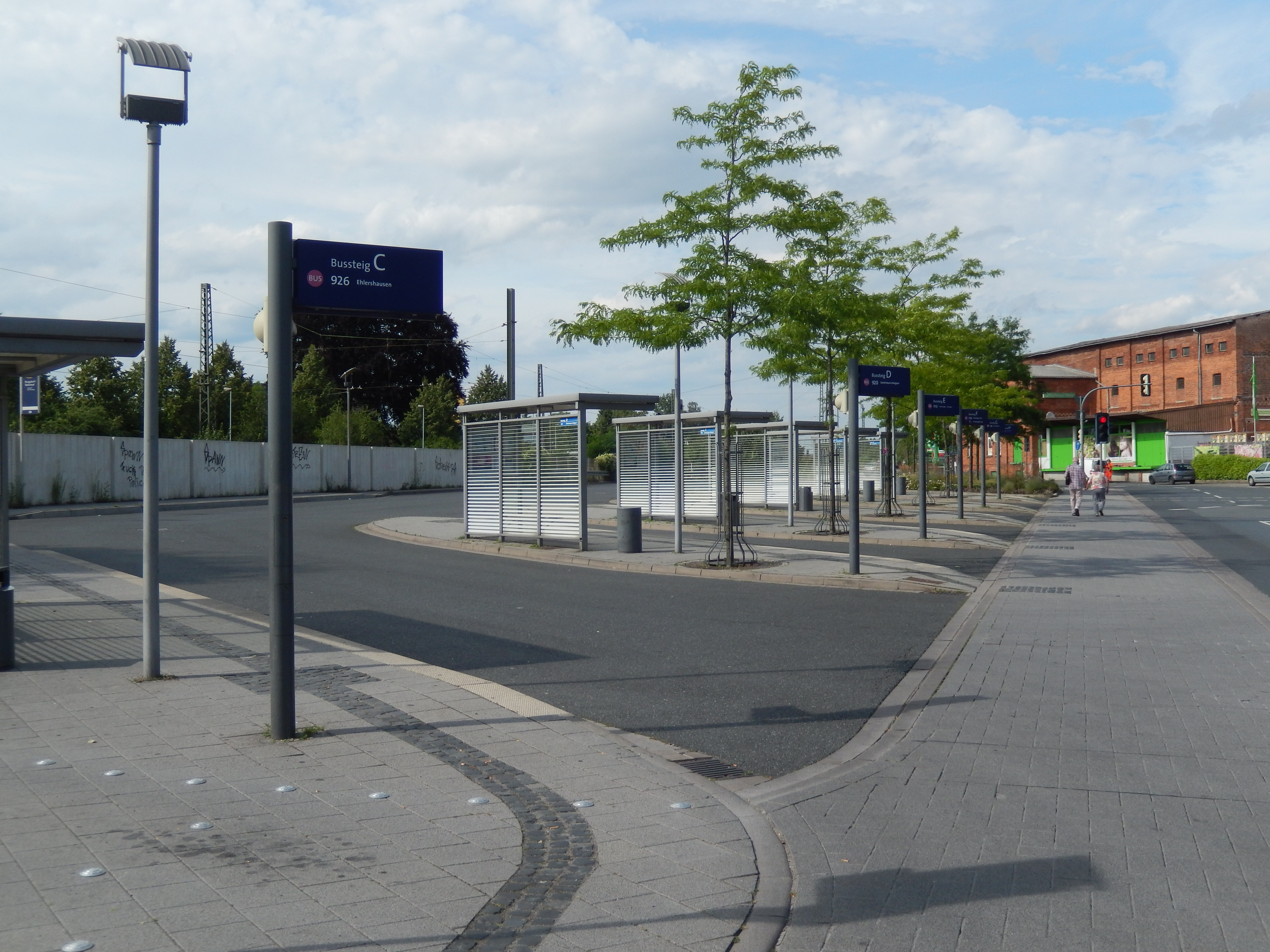
ブルクドルフ駅前のバスステーション

### 交通
ブルクドルフはハノーファーへ向かう連邦アウトバーン A37号線沿いにあり、ブルクドルフの北でツェレ方面へ向かう連邦道 B3号線が交差している。B188号線は本市を北に迂回しているが、南北に通るB443号線はブルクドルフを貫いている。2006年まではB188号線も街の中心を通っていた。
ブルクドルフは、鉄道レールテ - ツェレ線沿いに位置しており、ブルクドルフ駅、エーラースハウゼン駅、オッツェ駅がある。ここにはハノーファーSバーンの列車が停車し、ハノーファー広域交通の一環として、30分間隔のツェレ - ハノーファー線の交通を補っている。さらにブルクドルフは、レギオブス・ハノーファー（ハノーファー地域バス）の乗り換え地点となっている。

## 人物

### 出身者
- カール・シュプレンゲル（ドイツ語版、英語版）（1787年 - 1859年）農学者、文筆家。
- ハインリヒ・ヴァッケンローダー（ドイツ語版、英語版）（1798年 - 1854年）化学者、薬学者。
- ハインリヒ・ブレリング（1849年 - 1914年）画家
- ヴィルヘルム・シェンマン（ドイツ語版、英語版）（1889年 - 1970年）チェス選手。

### ゆかりの人物
- フィリップ・シュピッタ（ドイツ語版、英語版）（1801年 - 1859年）ルター派神学者、詩人。1833年の歌集「詩篇とハープ」は、ルター派の復興運動に貢献した。
- カール・ハインリヒ・ウルリヒス（ドイツ語版、英語版）（1825年 - 1894年）法律家、出版者、文筆家。性科学のパイオニア。
- エルンスト・アルブレヒト（ドイツ語版、英語版）（1930年 - 2014年）政治家。1976年から1990年までニーダーザクセン首相を務めた。バインホルン地区に住んだ。
- ブルクハルト・ドリースト（ドイツ語版、英語版）（1939年 - 2020年）俳優。
- ベルント・ランゲ（ドイツ語版、英語版）（1955年 - ）政治家。
- ハイコ・フォン・デア・ライエン（ドイツ語版、英語版）（1955年 - ）医師、大学教官。ウルズラ・フォン・デア・ライエンの夫。ブルクドルフ＝バインホルン在住。
- ウルズラ・フォン・デア・ライエン（1958年 - ）政治家。欧州委員会委員長。政治家。ブルクドルフ＝バインホルン在住。
- フロリアン・マイヤー（ドイツ語版、英語版）（1968年 - ）サッカー審判員。
- ヘンドリーク・グロースエーミヘン（ドイツ語版、英語版）（1985年 - ）サッカー選手。ジュニア時代にへーセラー SV に所属した。
- ヘンリーク・エルンスト（ドイツ語版、英語版）（1986年 - ）サッカー選手。ジュニア時代にへーセラー SV に所属した。

## 関連図書
- Martin Zeiller (1654). “Burgtorff”. In Matthäus Merian. Topographia Ducatus Brunswick et Lüneburg. Topographia Germaniae. Band 15 (1 ed.). Frankfurt am Main: Matthaeus Merians Erben. pp. 63–64
- Reinhard Scheelje; Heinz Neumann (1992). Geschichte der Stadt Burgdorf und ihrer Ortsteile von den Anfängen bis zum Beginn des 20. Jahrhunderts. Burgdorf: Animal Verlag
- Heinz Neumann; Dieter Heun (2008). Stadt Burgdorf. ed. Zeitgeschichtliche Hefte der Stadt Burgdorf (1870–1984). Burgdorf
- Matthias Blazek (2009). 50 Jahre Reit- und Fahrverein St. Georg Burgdorf e. V. 1959–2009. Burgdorf. ISBN 978-3-00-027790-0
- Dieter Heun (2011). Verkehrs- und Verschönerungsverein der Stadt Burgdorf. ed. Als die Diplomaten in Burgdorf tagten – Das Schloss an der Aue im Zentrum bedeutender Ereignisse. Burgdorf
- Dieter Heun (2011). Verkehrs- und Verschönerungsverein der Stadt Burgdorf. ed. Die Straßennamen in Burgdorf – Herkunft, Bedeutung, Geschichte. Burgdorf
- Dieter Heun; Heidi Rust (2012). Verkehrs- und Verschönerungsverein der Stadt Burgdorf. ed. Komm mit! Eine unterhaltsame Reise durch die Burgdorfer Stadtgeschichte. Burgdorf
- Dieter Heun; Heidi Rust (2013). Verkehrs- und Verschönerungsverein der Stadt Burgdorf. ed. Tatort Burgdorf – Spektakuläres und Kurioses aus der Burgdorfer Kriminalgeschichte. Burgdorf
- Verena Stahnke (2013). “Stadtpark Burgdorf”. In Wissenschaftsladen Hannover e. V. in Kooperation mit der Landeshauptstadt Hannover und der Region Hannover, Silke Beck, Susanne Wildermann, Birgit Roos, Burkhard Wetekam. 12 grüne Schätze. Entdeckertouren für Kinder in Stadt und Region Hannover. Hannover: Transfer-Medien Verlag. pp. 88–95. ISBN 978-3-9814315-5-1
- Dieter Heun; Heidi Rust (2014). Verkehrs- und Verschönerungsverein der Stadt Burgdorf. ed. Frédéric, mon amour – Burgdorf in der Franzosenzeit. Burgdorf
- Arbeitskreis Stadtgeschichte Burgdorf, ed (2017). Im Schatten des Vergessens – Kriegsgefangene, Zwangsarbeiter und heimatlose Ausländer in Burgdorf 1939–1950. Hannover: Wehrhahn Verlag. ISBN 978-3-86525-807-6
- Dieter Heun; Heidi Rust (2017). Wissen Sie eigentlich …? – Geschichte(n) aus Burgdorf – 50 große und kleine Geheimnisse aus unserer Stadt. Burgdorf: Förderverein Stadtmuseum Burgdorf
- Dieter Heun; Heidi Rust (2018). Schatten auf der Seele – Burgdorfer Zeitzeugen berichten von Krieg, Flucht und Vertreibung. Burgdorf: Förderverein Stadtmuseum Burgdorf
- Dieter Heun; Heidi Rust; Tobias Teuber (2020). Förderverein Stadtmuseum Burgdorf. ed. Bomben auf Burgdorf. Burgdorf
- Dieter Heun; Heidi Rust (2021). Freiwillige Feuerwehr Stadt Burgdorf – Ortsfeuerwehr Burgdorf. ed. 112 … nicht nur wenn's brennt – Die Burgdorfer Feuerwehr wie man sie nicht kennt. Burgdorf
- Dieter Heun; Heidi Rust (2022). Förderverein Stadtmuseum Burgdorf. ed. ... wie gerne bliebe ich doch hier - Bedeutende Burgdorfer und prominente Gäste. Burgdorf